# Australian Open 2017 - Quad singolare
Dylan Alcott era il detentore del titolo da due anni e lo ha difeso superando in finale Andrew Lapthorne con il punteggio di 6–2, 6–2.

## Teste di serie
1. Dylan Alcott (campione)

1. David Wagner (round robin)

## Tabellone

### Legenda
| - Q = Qualificato - WC = Wild card - LL = Lucky loser | - ALT = Alternate - SE = Special Exempt - PR = Protected Ranking | - w/o = Walkover - r = Ritirato - d = Squalificato |

### Finale
|  | Finale |                  |                  |   |   |  |
|  |        |                  |                  |   |   |  |
|  | 1      | Dylan Alcott     | Dylan Alcott     | 6 | 6 |  |
|  |        | Andrew Lapthorne | Andrew Lapthorne | 2 | 2 |  |

### Round robin
|    |                  | D Alcott | H Davidson | A Lapthorne | D Wagner | RR V–P | Set V–P | Game V–P | Classifica |
| 1  | Dylan Alcott     |          | 6-1, 6-4   | 6-4, 6-1    | 6-1, 7-5 | 3-0    | 6-0     | 37-16    | 1          |
| WC | Heath Davidson   | 1-6, 4-6 |            | w/o         | 4-6, 2-6 | 0-3    | 0-4     | 11-24    | 4          |
|    | Andrew Lapthorne | 4-6, 1-6 | w/o        |             | 6-3, 6-3 | 2-1    | 2-2     | 17-18    | 2          |
| 2  | David Wagner     | 1-6, 5-7 | 6-4, 6-2   | 3-6, 3-6    |          | 1-2    | 2-4     | 24-31    | 3          |

La classifica viene stilata in base ai seguenti criteri: 1) Numero di vittorie; 2) Numero di partite giocate; 3) Scontri diretti (in caso di due giocatori pari merito); 4) Percentuale di set vinti o di game vinti (in caso di tre giocatori pari merito); 5) Decisione della commissione